# Raj de licencia

El gráfico muestra el PBI per cápita de las economías del sudeste de Asia y Corea del Sur como porcentaje del PBI per cápita de Estados Unidos. La tasa de crecimiento india casi nula a menudo es atribuida a las políticas asociadas a la Licencia Raj.

El Raj de licencia  (pronunciado /rash/ en español; en hindi: राज, rāj, «regla») era el sistema de licencias, reglamentos y trámites burocráticos que lo acompañaban, que obstaculizó el establecimiento y el funcionamiento de empresas en la India entre 1947 y 1990. Hasta 80 agencias gubernamentales tenían que estar satisfechas antes de que las empresas privadas pudieran producir algo y, si se concedía, el gobierno regularía la producción. El término hace referencia en forma burlona al "Raj británico", que se refiere al período de dominio británico en la India. Fue acuñado por el activista indio independentista y estadista Chakravarti Rajagopalachari, quien se opuso firmemente por su potencial de corrupción política y estancamiento económico, fundando el Partido Swatantra para oponerse a estas prácticas.
Las reformas realizadas desde mediados de la década de 1980 han reducido significativamente la regulación, pero las leyes laborales indias aún impiden que los fabricantes reduzcan su fuerza laboral sin cargas prohibitivas.

## Historia
Después de la Revolución Rusa, los pensadores socialistas en India comenzaron a trazar paralelos entre el proletariado ruso anterior a la revolución y las masas indias bajo el dominio colonial, viendo el socialismo como una forma de empoderar a los agricultores indios pobres. Después de la Independencia, estas facciones socialistas, sobre todo la concepción del socialismo democrático de Jawaharlal Nehru, influyeron en las políticas de License Raj. Después de sus estudios universitarios y la visita de 1927 a la URSS, Nehru se había convertido en un socialista declarado y propuso planes económicos en el Congreso Nacional Indio que destacó la importancia de la planificación centralizada en la economía. Vio dicha intervención gubernamental como una forma de modernizar la economía india que había quedado empobrecida por décadas de dominio colonial . Sin embargo, Nehru no buscó destruir el sector privado como en la URSS sino más bien crear una economía mixta con industrias estratégicas bajo control estatal y corporaciones del sector público dirigiendo la inversión. La centralización económica y los controles necesarios para el esfuerzo de guerra durante la Segunda Guerra Mundial ayudaron a crear la infraestructura burocrática y de fabricación necesaria para instituir los planes de Nehru, y, por tanto, después de la independencia y su elección como Primer Ministro, tuvo la oportunidad de poner en práctica sus ideas. En su discurso ante la Asamblea Constituyente de la India, declaró: "El servicio de la India significa el servicio de los millones que sufren. Significa el fin de la pobreza, la ignorancia, la enfermedad y la desigualdad de oportunidades".
A fines de la década de 1950, la oposición a las ideas de Nehru por parte de ex terratenientes, empresarios y campesinos ricos se fusionó en el primer partido político favorable al mercado del país, el Partido Swatantra. Argumentaron que la democracia era incompatible con el tipo de economía centralizada que Nehru estaba tratando de establecer, afirmando en un memorando a los funcionarios del partido que "la mejor garantía de velocidad en el progreso es un máximo de libertad individual y un mínimo de interferencia gubernamental". Chakravarti Rajagopalachari, fundador del Partido Swatantra, acuñó el término "Permiso-Licencia Raj" para resumir las frustraciones del partido con las políticas de Nehru, escribiendo en su revista Swarajya:
Quiero que desaparezcan las corrupciones del Permiso / Licencia Raj ... Quiero oportunidades reales e iguales para todos y no monopolios privados creados por el Permiso / Licencia Raj.

## Características
Una característica clave de la Licencia Raj era una Comisión de Planificación que administraba centralmente la economía del país. Como una economía dirigida, la India tenía planes quinquenales en la línea de los planes quinquenales de la Unión Soviética. La Comisión de Planificación se estableció en 1950 para estudiar los recursos disponibles en el país y formular planes para elevar el nivel de vida. Esa Comisión de Planificación promulgó el primer plan quinquenal en 1951, destinado a desarrollar el sector agrícola en medio de una grave escasez de alimentos y una afluencia de refugiados de la partición, y ese plan condujo a un aumento del 3,6% en el PIB (más alto que el proyectado 2,1%). El gobierno de Nehru esperaba aprovechar el éxito del primer plan quinquenal con su segundo plan quinquenal, más ambicioso, destinado a continuar la inversión en agricultura y en infraestructura mientras se desarrolla la industria pesada y se aumenta el empleo. Pero este plan no logró su objetivo de crecimiento del 4,5% y el fuerte gasto en el plan agotó las reservas de divisas del país.
Otra característica importante de la Licencia Raj fue una fuerte regulación de la industria. La legislación para regular la industria comenzó con la Ley de Regulación del Desarrollo Industrial de 1951, que estableció restricciones de licencias para las industrias que designó como Lista I, que incluían maquinaria industrial, telecomunicaciones y fabricación de productos químicos. A continuación, la Resolución de Política Industrial de 1956 amplió estas restricciones al designar determinadas industrias conocidas como Lista A para estar exclusivamente bajo control estatal, y algunas otras industrias bajo la Lista B como propiedad estatal mayoritaria. Las industrias de la Lista A incluían la producción de defensa, la metalurgia, la minería y el transporte.
Durante la década de 1960, el sector bancario indio fue criticado por estar controlado por unos pocos grandes industriales en las grandes ciudades y, por lo tanto, no satisfacía las necesidades de los indios rurales y la industria en pequeña escala. En respuesta, el gobierno de Indira Gandhi comenzó a perseguir el "control social" de las instituciones bancarias, con el vice primer ministro Morarji Desai.encabezó el Proyecto de Ley de Leyes Bancarias (Enmienda) en 1968 para regular el liderazgo de los bancos comerciales. El proyecto de ley estipulaba que al menos el 51% de los directores no debían estar conectados directamente con monopolios y grandes empresas, que los presidentes industriales debían ser reemplazados por banqueros profesionales y que los bancos no podían establecer relaciones con empresas vinculadas a sus propios directores. Además, Desai forjó el Consejo Nacional de Crédito (NCC) para regular las asignaciones de crédito con el fin de llevar más crédito a las áreas rurales y la pequeña industria. Sin embargo, muchos de estos cambios se volvieron irrelevantes cuando Indira Gandhi decidió nacionalizar completamente 14 bancos importantes en 1969, y 6 bancos adicionales quedaron bajo control estatal en 1980.
Los controles de capital indios comenzaron como restricciones en tiempos de guerra impuestas por los británicos a las transacciones transfronterizas durante la Segunda Guerra Mundial, y finalmente se convirtieron en un complejo marco de restricciones sobre la cuenta corriente y la cuenta de capital. Después de la independencia, el gobierno indio introdujo restricciones al flujo de reservas de divisas y, tras una crisis de balanza de pagos de 1956 a 1957, el gobierno se preocupó más por asignar cuidadosamente las divisas entre los diferentes sectores de la economía. Después de un intento fallido de liberalización en 1966, la Junta de Inversiones Extranjeras se estableció en 1968 para examinar a las empresas que invierten en la India con más del 40% de participación de capital extranjero. La inversión extranjera que no involucró transferencia de tecnología fue severamente restringida y la colaboración extranjera con empresas locales estuvo condicionada a cuotas de exportación.  Este estricto control sobre la inversión extranjera se convirtió en una parte central de una política más amplia de industrialización por sustitución de importaciones, la creencia de que países como India necesitaban depender de los mercados internos para el desarrollo, no del comercio internacional. Para lograr este objetivo, el gobierno indio impuso estrictas restricciones a la importación y un complejo sistema de aranceles que presentaba altas tasas que variaban según la industria.
El gobierno también impidió que las empresas despidieran trabajadores o cerraran fábricas.